# The Evian Championship
The Evian Championship is een jaarlijks golftoernooi voor dames en tevens een major, dat deel uitmaakt van de Ladies European Tour en de LPGA Tour. Het toernooi werd opgericht in 1994 als de Evian Masters en vindt sindsdien plaats op de Evian Resort Golf Club in Évian-les-Bains, Frankrijk.
Het toernooi wordt gespeeld over vier dagen in een strokeplay-formule (72-holes) en na de tweede dag wordt de cut toegepast.

## Geschiedenis
In 1994 werd het toernooi opgericht als de Evian Masters en maakte toen alleen deel uit van de Ladies European Tour (LET). In 2000 stond dit toernooi ook op de kalender van de LPGA Tour. Sinds 2013 is dit toernooi een van de vijf majors.
Van 1994 tot 2007 werd het toernooi gelimiteerd met 78 deelneemsters. Sinds het toernooi een major werd, in 2013, werd de limiet aangepast naar 120 deelneemsters.
Golftours
| Jaren      | Tour(s)                          | Info  |
| ---------- | -------------------------------- | ----- |
| 1994-1999  | Ladies European Tour             |       |
| 2000-2012  | Ladies European Tour & LPGA Tour |       |
| 2013-heden | Ladies European Tour & LPGA Tour | Major |

## Winnaressen
| Jaar                   | Winnares            | Score         | Score         | Info                                            |
| Evian Masters          | Evian Masters       | Evian Masters | Evian Masters | Evian Masters                                   |
| ---------------------- | ------------------- | ------------- | ------------- | ----------------------------------------------- |
| 1994                   | Helen Alfredsson    | 287           | –1            |                                                 |
| 1995                   | Laura Davies        | 271           | –17           |                                                 |
| 1996                   | Laura Davies        | 274           | –14           |                                                 |
| 1997                   | Hiromi Kobayashi po | 274           | –14           | Won de play-off van Alison Nicholas             |
| 1998                   | Helen Alfredsson    | 277           | –11           |                                                 |
| 1999                   | Catrin Nilsmark     | 279           | –9            |                                                 |
| 2000                   | Annika Sörenstam po | 276           | –12           | Won de play-off van Karrie Webb                 |
| 2001                   | Rachel Teske        | 273           | –15           |                                                 |
| 2002                   | Annika Sörenstam    | 269           | –19           |                                                 |
| 2003                   | Juli Inkster        | 267           | –21           |                                                 |
| 2004                   | Wendy Doolan        | 270           | –18           |                                                 |
| 2005                   | Paula Creamer       | 273           | –15           |                                                 |
| 2006                   | Karrie Webb         | 272           | –16           |                                                 |
| 2007                   | Nathalie Gulbis po  | 284           | –4            | Won de play-off van Jeong Jang                  |
| 2008                   | Helen Alfredsson po | 273           | –15           | Won de play-off van Angela Park en Na Yeon Choi |
| 2009                   | Ai Miyazato po      | 274           | –14           | Won de play-off van Sophie Gustafson            |
| 2010                   | Jiyai Shin          | 274           | –14           |                                                 |
| 2011                   | Ai Miyazato         | 273           | –15           |                                                 |
| 2012                   | Inbee Park          | 271           | –17           |                                                 |
| The Evian Championship |                     |               |               |                                                 |
| 2013                   | Suzann Pettersen    | 203           | –10           | 54-holes (regenweer)                            |
| 2014                   | Kim Hyo-joo         | 273           | –11           |                                                 |

| Toernooirecord |  | po = winnares na play-off |

### Meervoudig winnaressen
3 keer
- Helen Alfredsson: 1994, 1998, 2008

2 keer
- Laura Davies: 1995, 1996
- Annika Sörenstam: 2000, 2002
- Ai Miyazato: 2009, 2011